# 上甑町平良
上甑町平良（かみこしきちょうたいら）は、鹿児島県薩摩川内市の大字。旧薩摩国甑島郡甑島郷平良村、甑島郡上甑村大字平良、薩摩郡上甑村大字平良。郵便番号は896-1281。人口は186人、世帯数は111世帯（2020年10月1日現在）。面積は7.3平方キロメートルである。
上甑町平良の区域は中甑島の全域に当たる。中甑島は平良島とも呼ばれる。寛政11年（1799年）から3年かけて湖沼を掘削し築港された平良港は良港として知られており、薩摩藩の密貿易の中継地として栄え、台風時の避難港ともなった。

## 地理

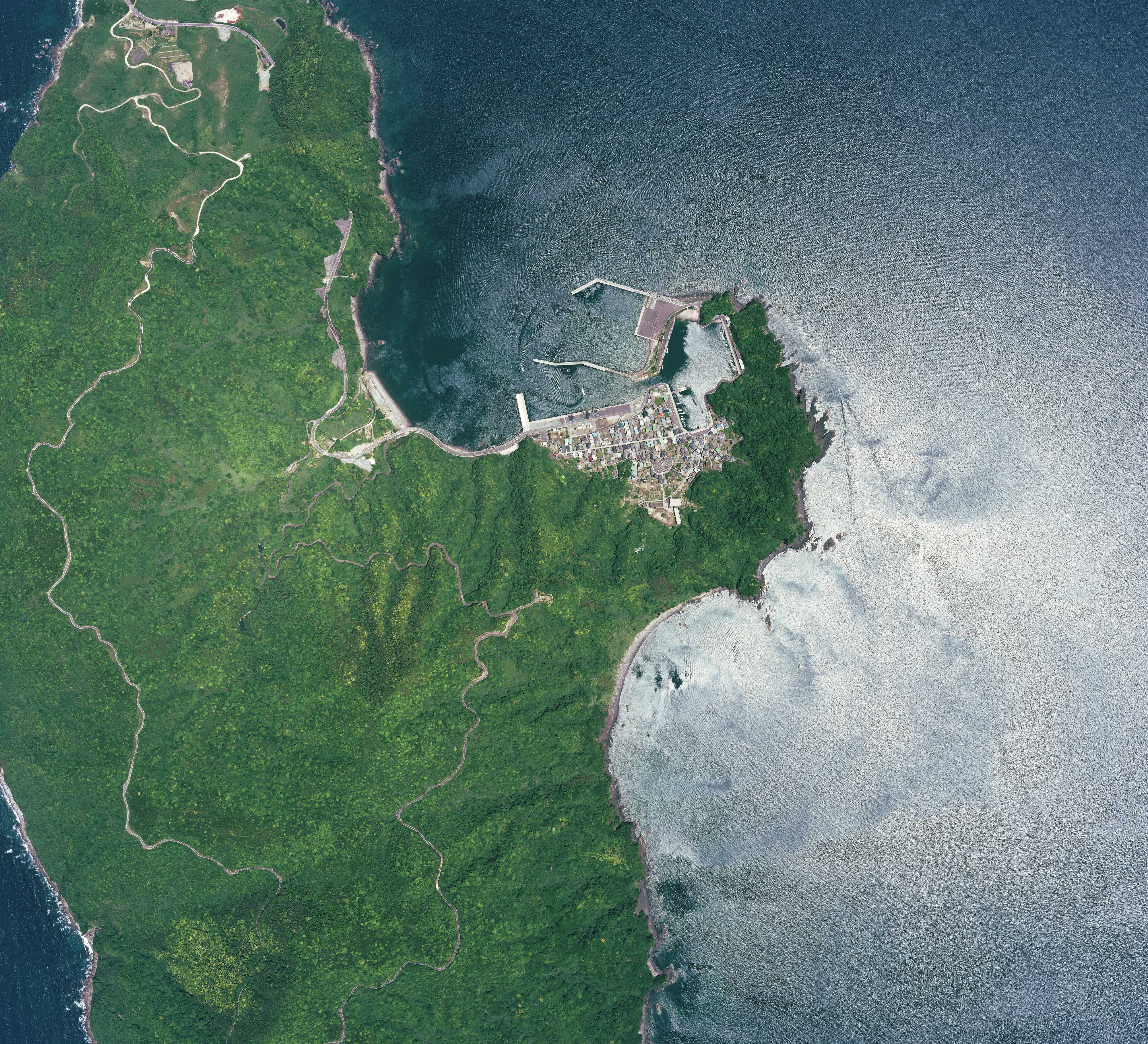
中甑島の集落付近の航空写真
（2017年撮影）

旧上甑村の南西部、甑島列島の中部にある中甑島の全域が当大字の範囲となっている。中甑島のことを平良島ともいい、現地においては島のことを指して単に「平良」と呼ばれることが多いという。字域の北方は海を隔てて上甑町中甑、南西は藺牟田瀬戸を隔てて鹿島町藺牟田（旧鹿島村）が接しており、その他は東シナ海に接している。
集落は平良港付近に多く所在している。集落には平良郵便局があり、かつては小学校や中学校が置かれていた。

### 地名の由来
「上甑村郷土誌」によれば、平良という地名は集落付近だけ広い平地があったことから一字で「平」と書かれていたが、古来より地名は二字を原則としていたことから良の字を付けて「平良」としたとされている。

### 自然公園・自然保護地区
2015年（平成27年）3月16日に甑島列島の区域を対象とした国定公園として「甑島国定公園」が指定された。集落を除いてほぼ全域が国定公園の区域に含まれており、2015年（平成27年）3月16日の鹿児島県告示「甑島国定公園区域内における特別地域の指定」により一部が特別地域に指定された。

### 山岳
国土地理院地図（抄）。
- 木の口山 - 標高293.8 m
- 帽子山 - 標高296 m
- 浮墨山 - 標高272.1 m
- ヒラバイ山 - 標高156 m

### 島嶼・岩礁
国土地理院地図（抄）。陸繋した浜辺や海礁上の小岩、無名の岩を除く。
- 弁慶島 - 中甑島の南端にある岩の島である[17]。
- 平瀬

### 小字
「上甑村郷土誌」によれば上甑町平良の小字は以下のとおりである。
西之町、東之町、池平、大平、神川、青井、柳田、石蔵、神瀬、新道、横道、柳ケ迫、鍋倉、下筒、黒浜、木ノ口、小池、於山、岩屋、中射場

## 歴史

### 近世の平良

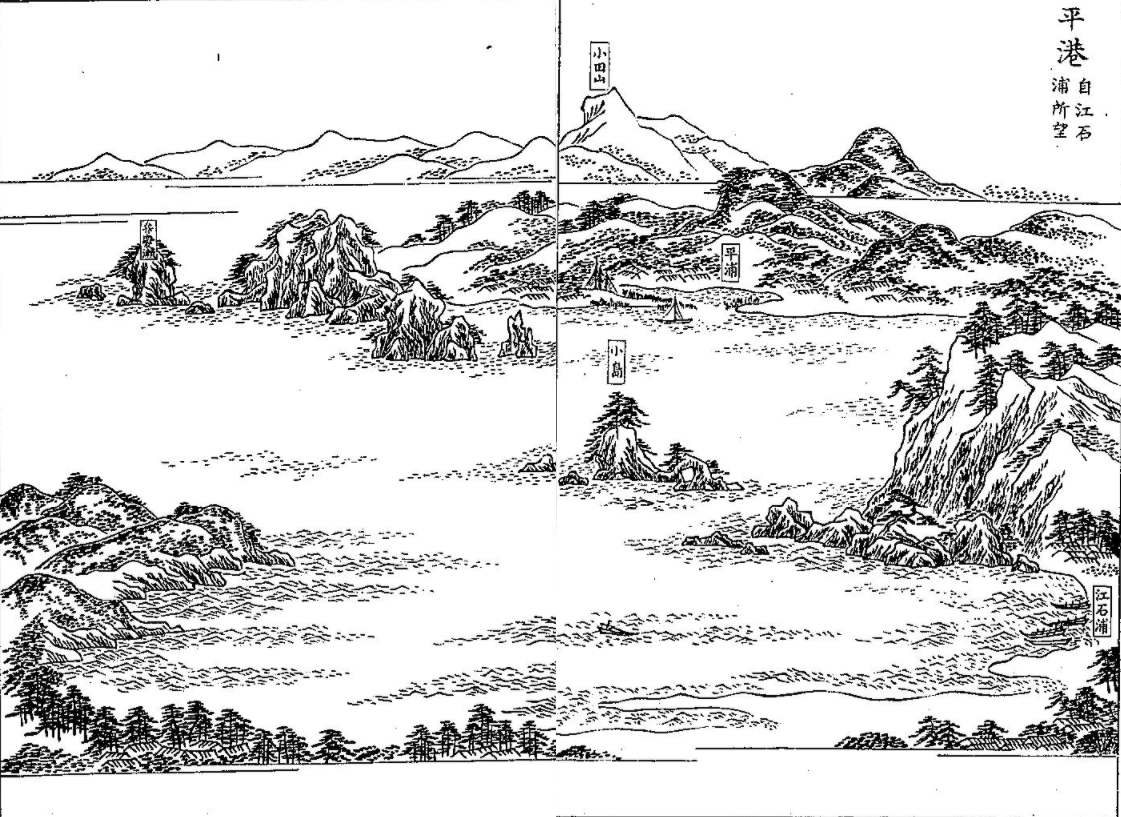
三国名勝図会の挿絵に登場する江石浦（現・上甑町江石）から望む平港（平良港）

平良という地名は江戸時代より見え、薩摩国甑島郡甑島郷（外城）のうちであった。平良村の村高は「三州御治世要覧」では55石余、「旧高旧領取調帳」では62石余であった。
江戸時代の測量家である伊能忠敬が著した「九州東海辺沿海村順」によれば平良村の家数は172であったと記録されている。「元禄国絵図」によれば上甑島との間は干潮時には「くしの渡り」と呼ばれ徒歩による移動が可能であり、満潮時には潮に浸かるため、船で移動したと書かれている。
寛政11年（1799年）に東海岸にある湖沼を掘削し平良港が建設され、後に密貿易の中継地として栄えた。また台風の避難港ともなった。
江戸時代後期に薩摩藩が編纂した地誌である『三国名勝図会』では平良港について以下のように記述している。

平良港 上甑村の南面、平にあり、往古は此村を矢島と稱せしと可、人家漁釣を以て業とす、此所港なき故、風濤の時、土人患へとせしに、本府士長崎八右衛門隆近、當島に祗役す、此海邊に大池ある故に、其池を以て港を開かんとし、是を官に啓して報可を得、寛政十一年春三月、嵓を碎き、地を鑿て港を作る、三年にして、その功竣る、港口横十歩、深さ一丈三尺、港周廻十町四十歩、港内の深さ五丈餘、舟船の出入自在にして、風濤の患を免る、隆近が功勞永世に及ぶ、此港人煙頗る繁庶なり
—三国名勝図会第三〇巻

### 町村制施行以後
1889年（明治22年）に町村制が施行されたのに伴い、上甑島及び中甑島の全域にあたる中甑村、中野村、江石村、平良村、小島村、瀬上村、桑之浦村、里村の区域より上甑村が成立し、それまでの平良村は上甑村の大字「平良」となった。
1999年（平成11年）4月2日及び2001年（平成13年）2月2日に公有水面埋立地の区域を平良字池平に編入した。
2004年（平成16年）10月12日に上甑村が川内市、東郷町、入来町、祁答院町、樋脇町、鹿島村、下甑村、里村と新設合併し薩摩川内市が設置された。この市町村合併に伴い設置された法定合併協議会において大字名については「従前の村名を町名とし、これを従前の大字名冠したものをもって、大字とする」と協定され、旧村名である「上甑村」の村を町に置換え、従前の大字名である平良に冠することとなった。合併当日の10月12日に鹿児島県の告示である「 字の名称の変更」が鹿児島県公報に掲載された。この告示の規定に基づき即日名称の変更が行われ、大字名が「平良」から薩摩川内市の大字「上甑町平良」に改称された。

## 施設

### 公共
- 上甑平良出張診療所[25]
平良島には医療機関が存在していなかったが、1953年（昭和28年）に上甑島の上甑村国民健康保険診療所への患者輸送船「厚生丸」が竣工し[26]、翌年の1954年（昭和29年）には上甑村国民健康保険診療所平良出張所として設置された[27]。
- 上甑生活館[28]

### 郵便局
- 平良郵便局[29]
かつては上甑島の中甑郵便局から中甑島宛の郵便物をろこぎ舟で運搬していたが、郵便局を設置する機運が起こり1918年（大正7年）に郵便局設置の請願が行われ、1923年（大正12年）に三等郵便局として設置された[30]。

### 寺社
- 三島神社[31]
- 恵比須神社[32]
- 正浄寺[33]

## 人口
以下の表は国勢調査による小地域集計が開始された1995年以降の人口の推移である。
| 年                 | 人口 |
| ------------------ | ---- |
| 1995年（平成7年）  | 429  |
| 2000年（平成12年） | 393  |
| 2005年（平成17年） | 347  |
| 2010年（平成22年） | 308  |
| 2015年（平成27年） | 224  |
| 2020年（令和2年）  | 186  |

## 教育
かつては、「上甑村立平良中学校」、「薩摩川内市立平良小学校」（それぞれ廃止時点の名称）が設置されていた。2011年4月に薩摩川内市立中津小学校に統合されたため廃校となり、以降は平良には学校施設は設置されていない。

### 高等教育
平良には高等学校が設置されておらず、また甑島列島内にも全日制高校や通信制高校の学習センターは設置されていない。甑島列島内の高校受験生は、学区の制約なく県内の全ての県立高校へ進学できるため、中学校卒業生の多くは九州本土などに転出して、島外の高校に進学する。

### 中学校
中学校はかつて、「上甑村立平良中学校」が設置されていた。平良中学校は1947年（昭和22年）に上甑村立上甑中学校（現在の薩摩川内市立上甑中学校）の平良教場として設置され、1950年（昭和25年）に分校となった。1958年（昭和33年）に独立し「上甑村立平良中学校」となった。2001年（平成13年）に上甑中学校に統合され閉校した。

### 小学校
小学校はかつて、「薩摩川内市立平良小学校」が設置されていた。平良小学校は1876年（明治9年）に寺子屋風の学校で読書算を教える学校として設置されたのを起源としており、1893年（明治26年）に小学校令により平良尋常小学校となった。1922年（大正11年）に高等科を併設し、1941年（昭和16年）に国民学校令により国民学校となり、第二次世界大戦終戦後の1947年（昭和22年）に平良小学校に改称した。2011年（平成23年）に上甑島の中津小学校に統合され閉校した。

### 小・中学校の学区
市立小・中学校の学区（校区）は以下の通りである。
| 大字       | 小字 | 小学校                 | 中学校               |
| ---------- | ---- | ---------------------- | -------------------- |
| 上甑町平良 | 全域 | 薩摩川内市立中津小学校 | 薩摩川内市立里中学校 |

## 交通

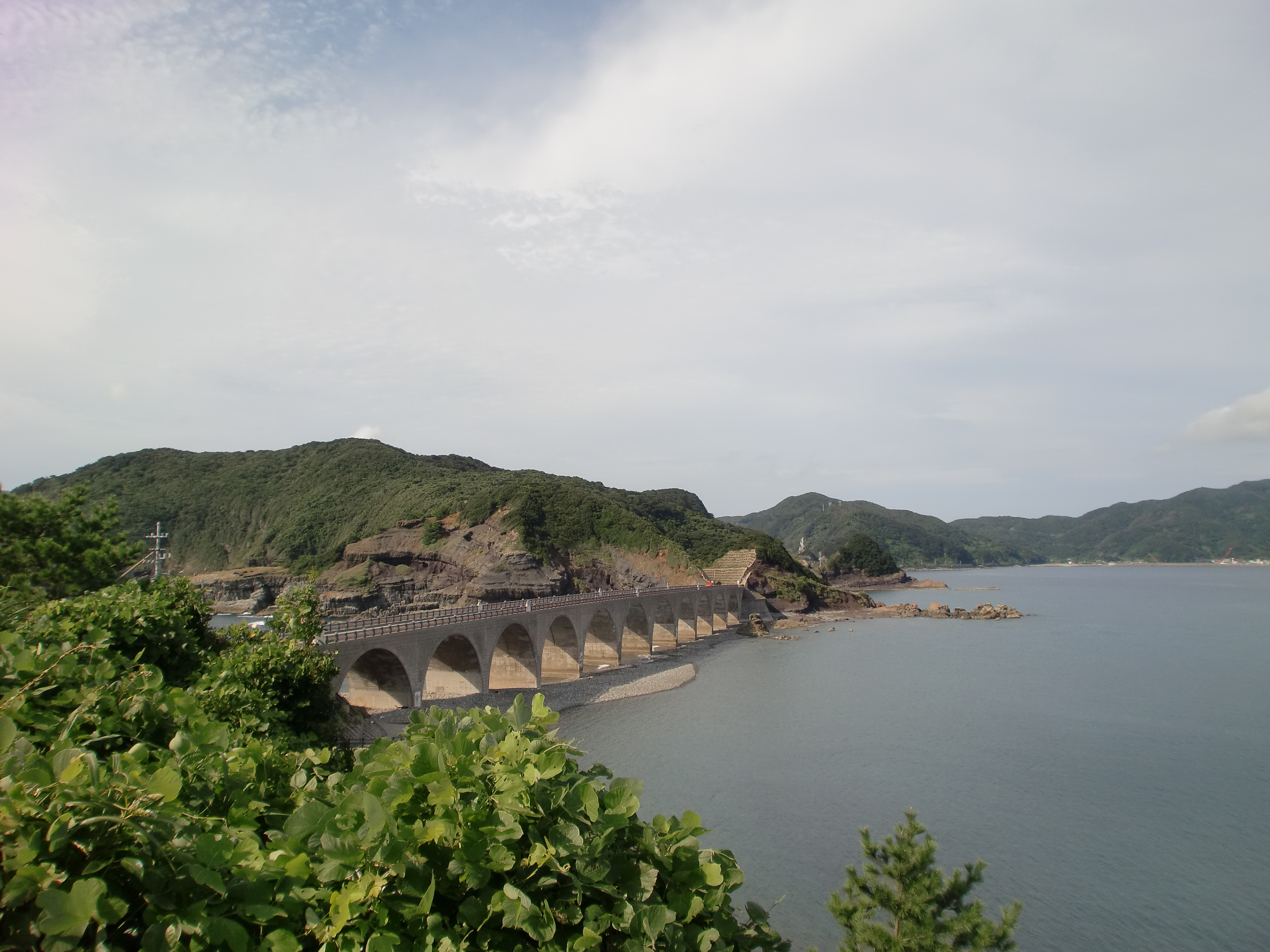
中甑島と中島（上甑町中甑）を結ぶ鹿の子大橋

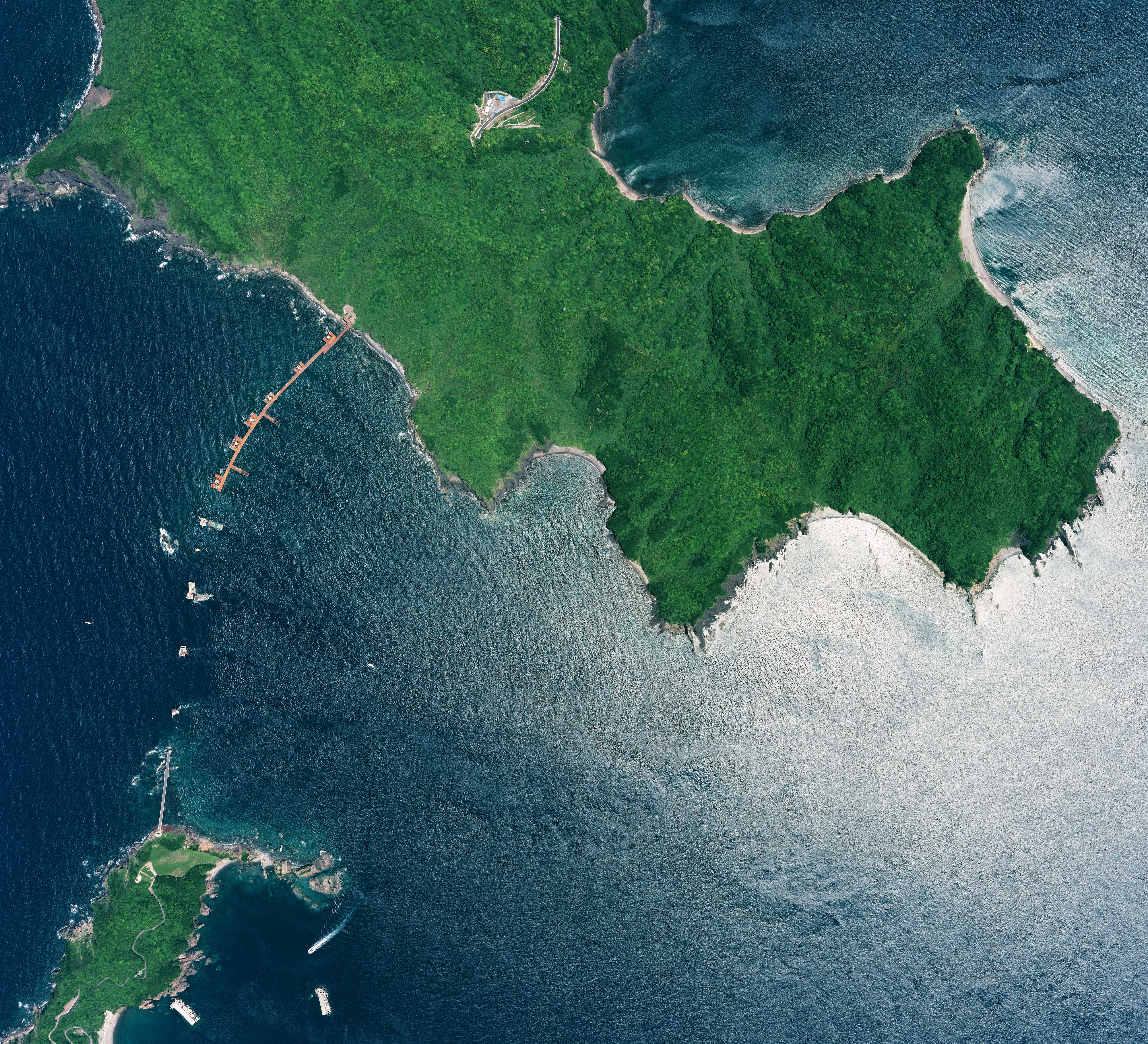
中甑島と下甑島を結ぶ甑大橋が建設中の2017年に撮影された航空写真

平良（中甑島）を通る道路は下甑島の鹿島町藺牟田から上甑島の上甑町中甑までを結ぶ鹿児島県道351号鹿島上甑線がある。
県道鹿島上甑線の前身となる県道中甑島線は1969年（昭和44年）に県道に認定され、中甑島内の字黒浜から字小池を結んでいた。県道中甑島線は1981年（昭和56年）に名称が黒浜水深線に、終点が大字中甑字水深に変更された。
1990年（平成2年）3月に中島と中甑島を結ぶ鹿の子大橋が完成、1993年（平成5年）3月には中島と上甑島を結ぶ甑大明神橋が完成し、これにより中甑島から上甑島への自動車による移動が可能となった。
2006年（平成18年）に再び県道の路線が変更され、黒浜水深線から鹿島上甑線に名称が変更となり、起点が鹿島町藺牟田に変更となった。2020年（令和2年）8月には下甑島から中甑島までを結ぶ甑大橋（藺牟田瀬戸架橋工区）が開通し、藺牟田瀬戸を隔てて隣接している下甑島への自動車による移動も可能となった。

### 道路
県道
- 鹿児島県道351号鹿島上甑線
下甑島の鹿島町藺牟田から中甑島の平良を経て上甑島の上甑町中甑に至る一般県道。1969年（昭和44年）に中甑島線として認定。2020年（令和2年）に全線開通。

### バス
コミュニティバスである「甑かのこゆりバス」が運行されている。里町里の里港から下甑町手打の手打港までを結ぶこしき縦貫バスが運行されており、平良の区域にあるバス停は2020年（令和2年）現在以下のとおりである。
- こしき縦貫バス（里港-手打港）
  - 平良 - 平良港 - 岩屋 - 鹿の子大橋

### 港湾
- 平良漁港